# Rhynchina crassisquamata
Rhynchina crassisquamata is een vlinder uit de familie van de spinneruilen (Erebidae). De wetenschappelijke naam is voor het eerst geldig gepubliceerd in 1910 door George Francis Hampson.
De soort komt voor in het Afrotropisch gebied.